# Penny Lancaster
Penny Lancaster-Stewart (ur. 15 marca 1971 w Chelmsford) – angielska modelka i fotografka. Jest  znana z promocji bielizny marki Ultimo. W 2007 wyszła za mąż za piosenkarza rockowego Sir Roda Stewarta.

## Życiorys

### Wczesne lata
Urodziła się i wychowała w Chelmsford w hrabstwie Essex jako córka Sally i Grahama Lancasterów. Miała brata Olivera. Jej rodzice byli amatorami sportu i od najmłodszych lat zachęcali ją do uprawiania fitnessu. W wieku sześciu lat podjęła naukę baletu i tańca nowoczesnego. Mając 16 lat ze względu na swój wzrost (185 cm) zdecydowała się zaprzestać treningów. Postanowiła postawić na aerobik, który lepiej odpowiadał jej budowie ciała. Sześć lat później uzyskała  certyfikat trenerki fitness. W tym czasie została również zauważona przez jednego z modeli, który zasugerował jej karierę modelki. Lancaster cierpi na nadmierną potliwość.

### Kariera
W latach dziewięćdziesiątych Lancaster była w długotrwałej relacji z handlowcem miejskim Mickeyem Sloanem. W latach 1996–1998 mieszkali na Bermudach, a w 1999 rozstali się. Mniej więcej w tym czasie Lancaster zaczęła brać lekcje fotografii.
W 2002 podpisała kontrakt  z firmą Ultimo. Penny Lancaster  okazała się sukcesem promocyjnym marki i pomogła w podniesieniu jej rangi, w szczególności w Wielkiej Brytanii. Dwa lata później umowa z nią nie została przedłużona. Firma tłumaczyła się: Zawdzięczamy Penny wielką kampanię reklamowa w minionym roku, ale odczuliśmy potrzebę posiadania kogoś, kto ma większy międzynarodowy prestiż. Penny jest bardzo seksowną dziewczyną, ale jest mało znana poza  granicami Wielkiej Brytanii. Niedługo po tym brytyjskie tabloidy zaczęły donosić, że modelka Rachel Hunter została nowym obliczem spółki. Spowodowało to ogromnie zainteresowanie tabloidów  związkiem Lancaster z piosenkarzem Rodem Stewartem, który był wtedy w trakcie rozwodu z Rachel Hunter.
Michelle Mone, szefowa firmy Ultimo, oświadczyła, że zawsze chciała, aby jej bielizna była promowana przez Rachel Hunter i zdecydowała się na kontrakt z Lancaster za 200 tys. funtów tylko dlatego, że była tańsza niż 1 milion funtów, który później dostała Rachel Hunter.
Modelka została zaproszona jako jedna z czternastu gwiazd do udziału w piątej edycji programie Strictly Come Dancing. W czwartym tygodniu  została  zakwalifikowana jako jedna z dwóch najgorzej ocenionych uczestników.  Następnie w 6. tygodniu została poddana głosowaniu off i w tym samym odcinku odpadła.

## Życie prywatne
W 1998 poznała wokalistę rockowego Roda Stewarta, który zaproponował jej udział w zdjęciach podczas trwania jego trasy koncertowej. Kiedy para zaczęła się  pokazywać publicznie, spowodowało to duże zainteresowanie mediów, szczególnie że Stewart był od niedawna w separacji ze swoją byłą żoną i matką dwojga jego dzieci, Rachel Hunter.
W 2005 Stewart oświadczył się Penny Lancaster na szczycie Wieży Eiffla. Wcześniej zapytał jej ojca o zgodę.
27 listopada 2005 urodziła swoje pierwsze dziecko (dla Stewarta było to siódme). Chłopczyk nosi imiona Alastair Wallace.
16 czerwca 2007 Penny Lancaster i Rod Stewart wzięli ślub w pobliżu La Cervara w pobliżu Portofino we Włoszech.